# Penaeidae
Los peneidos (Penaeidae) son una familia de crustáceos del orden de los decápodos que incluye varias especies de importancia económica, como el langostino tigre (Penaeus monodon), el camarón patiblanco (Litopenaeus vannamei), el camarón blanco del Atlántico (Litopenaeus setiferus), la gamba blanca (Parapenaeus longirostris) y el camarón de la India (Fenneropenaeus indicus). Estos langostinos y camarones son objetivo de la pesca comercial y también son producto de la acuicultura en ambientes marinos y en agua dulce.

## Características
Presentan un rostro bien desarrollado y dentado, que se extiende hasta o más allá de los pedúnculos de los ojos; caparazón con surcos cervicales cortos, que no llegan a la línea media dorsal; últimos dis pares de pereiópodos bien desarrollados; tercero y cuarto pares de pleópodos birrámeos; endópodos del segundo par de pleópodos de los machos transformados en un apéndice masculino; telson puntiagudo; una única artrobranquia bien desarrollada en el penúltimo segmento del tórax. Tiene podobranquias en el segundo par de maxilípedos y una escama antenular interna.

De Rodríguez de la Cruz (1976) y Perez Farfante (1988) se extraen los siguientes aspectos biológicos y reproductivos: El género Penaeus se caracteriza por presentar dientes rostrales, ventrales y dorsales, caparazón sin suturas, con espina antenal hepática. Telson con un surco profundo, sin espinas subapicales y superficie del cuerpo lisa (Hall, 1957).

Algunas especies presentan órganos sensoriales sobre las antenas, a manera de línea lateral. Las interneuronas gigantes mielinizadas de camarones peneidos pelágicos, tienen el récord mundial de velocidad de conducción del impulso con respecto cualquier otro animal, 210 metros por segundo (756 km/h).

## Géneros
Han sido descritos 48 géneros en la familia Penaeidae, 23 de los cuales solamente se han registrado como fósiles (marcados aquí con †):
- † Albertoppelia Schweigert & Garassino, 2004
- † Ambilobeia Garassino & Pasini, 2002
- † Antrimpos Münster, 1839
- Artemesia Bate, 1888
- Atypopenaeus Alcock, 1905
- † Bombur Münster, 1839
- † Bylgia Münster, 1839
- † Carinacaris Garassino, 1994
- † Cretapenaeus Garassino, Pasini & Dutheil, 2006
- † Drobna Münster, 1839
- † Dusa Münster, 1839
- Farfantepenaeus Burukovsky, 1997
- Fenneropenaeus Pérez Farfante, 1969
- Funchalia Johnson, 1868
- † Hakelocaris Garassino, 1994
- Heteropenaeus De Man, 1896
- † Ifasya Garassino & Teruzzi, 1995
- † Koelga Münster, 1839
- † Libanocaris Garassino, 1994
- Litopenaeus Pérez Farfante, 1969
- † Longichela Garassino & Teruzzi, 1993
- † Longitergite Garassino & Teruzzi, 1996
- † Macropenaeus Garassino, 1994
- Macropetasma Stebbing, 1914
- Marsupenaeus Tirmizi, 1971
- Megokris Pérez Farfante & Kensley, 1997
- Melicertus Rafinesque, 1814
- Metapenaeopsis Bouvier, 1905
- Metapenaeus Wood-Mason & Alcock, 1891
- † Microchela Garassino, 1994
- † Micropenaeus Bravi & Garassino, 1998
- Parapenaeopsis Alcock, 1901
- Parapenaeus Smith, 1885
- Pelagopenaeus Pérez Farfante & Kensley, 1997
- Penaeopsis Bate, 1881
- Penaeus Fabricius, 1798
- Protrachypene Burkenroad, 1934
- † Pseudobombur Secretan, 1975
- † Pseudodusa Schweigert & Garassino, 2004
- † Rauna Münster, 1839
- † Rhodanicaris Van Straelen, 1924
- Rimapenaeus Pérez Farfante & Kensley, 1997
- † Satyrocaris Garassino & Teruzzi, 1993
- Tanypenaeus Pérez Farfante, 1972
- Trachypenaeopsis Burkenroad, 1934
- Trachypenaeus Alcock, 1901
- Trachysalambria Burkenroad, 1934
- Xiphopenaeus Smith, 1869

### Forma de preparación en diferentes partes del mundo

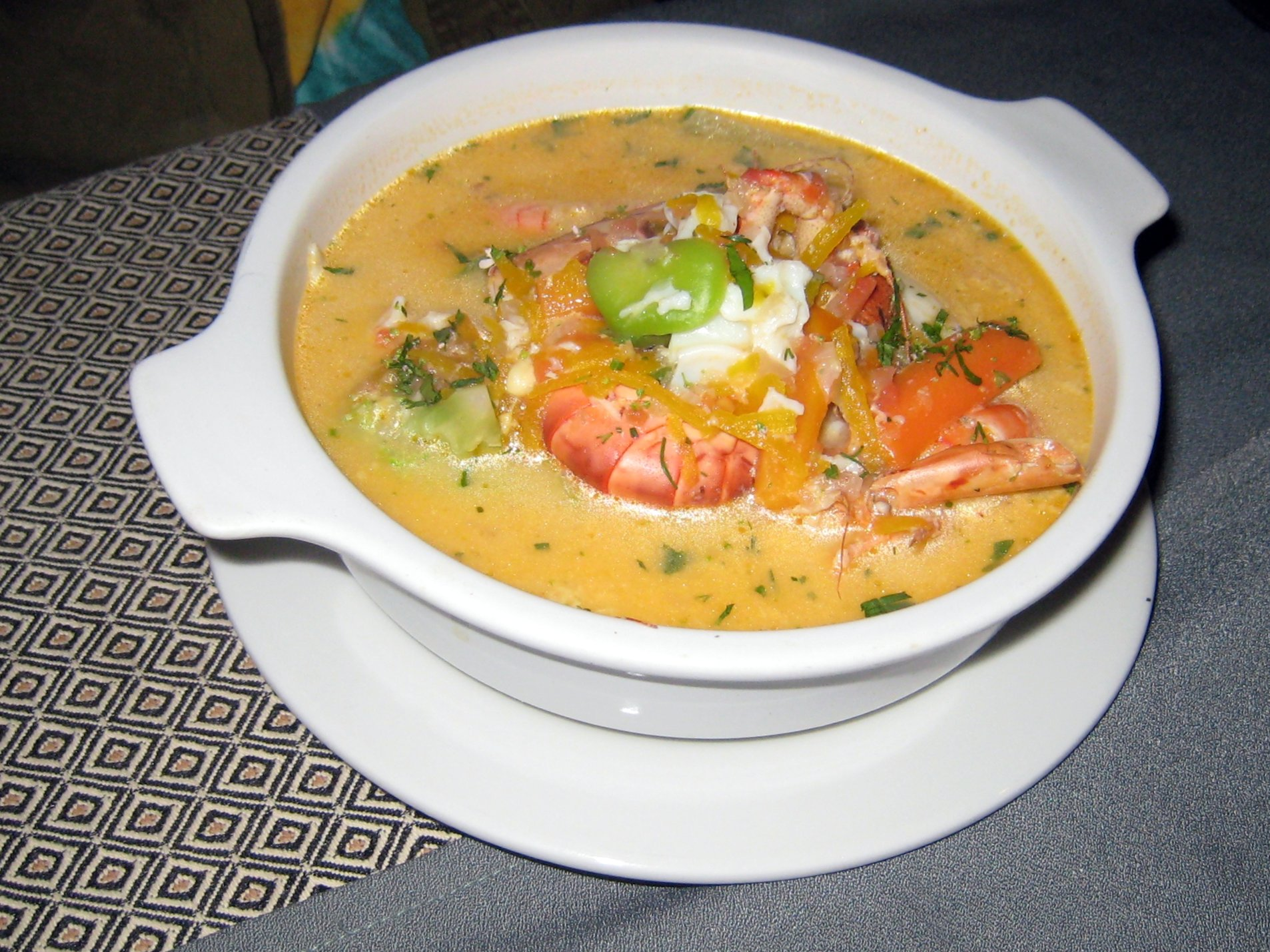
Chupe de Camarones, Perú

- En Asia se presentan frecuentes preparaciones de camarones secos como condimento.
- México, camarones al mojo de ajo, camarones en chipotle, camarones a la diabla, camarones veracruzanos, aguachiles estilo Sinaloa, camarones ahogados estilo Sinaloa, romeritos, en ceviches, cócteles y al vapor en su cáscara, pico de gallo con camarón, camarones empanizados, camarones gratinados, camarones philadelphia, camarones ensabanados, camarones con queso envueltos en tocino, torta de camarón, camarón seco de paisana, caldo de camarón, se sirve en la cazuela de mariscos, cóctel de camarón, panuchos de camarón con queso, camarones a la mantequilla y otras variedades dependiendo el estado (siendo este costero).
- Bolivia, Cazuela de maní con camaroncillos, cazuela común de Viernes Santo.
- Venezuela, camarones al ajillo, cóctel de camarones.
- Colombia, cóctel de camarones con mango y champiñones.
- Costa Rica, camarones con arroz, arroz con camarones (éstas son opciones diferentes, en la primera son más camarones que arroz y en la segunda más arroz que camarones, ceviche de camarones, camarones empanizados.
- Cuba, camarones enchilados, camarones al ajillo.
- Panamá, camarones al ajillo, cóctel de camarones.
- Perú, chupe de camarones, ceviche de camarones, ocopa de camarones, camarones a la piedra, causa de camarones.
- República Dominicana, camarones al ajillo, cóctel de camarones, camarones al escabeche, camarones fritos.
- Ecuador, sango de camarón, ceviche de camarones, camarón apanado, camarón al ajillo, camarón a la plancha, sopa de camarón, encocado de camarón, sopa de camarón, coctel de camarón.
- Chile, camarones al pil pil, camarones al ajillo, empanada de camarón.
- China, arroz frito (chow fan) con camarones.
- Brasil, Vatapá, Camarão na Moranga, Camarão ao leite de coco, Moqueca de Camarão.
- Turquía, Karides güveç, kiremitte karides.